# Trilophosauria
De Trilophosauria zijn een orde van uitgestorven reptielen die tot de infraklasse der Archosauromorpha gerekend moet worden. De orde telde slechts één familie, de Trilophosauridae. Tot deze familie behoorden drie geslachten:
- Trilophosaurus
- Tricuspisaurus
- Variodens

Buiten deze familie stond mogelijk nog één geslacht, Teraterpeton, maar deze kan ook net buiten de Trilophosauria vallen. Een ander omstreden geslacht is Helveticosaurus. Voor dit geslacht geldt ook dat hij binnen de Trilophosauria kan vallen, maar dat deze plaats ver van zeker is. Mocht Helveticosaurus toch buiten de Trilophosauria vallen, dan was hij er hoogstwaarschijnlijk nauw aan verwant.
Het waren herbivoren die tot 250 centimeter lang konden worden. Zij leken enigszins op zeeleguanen, maar werden groter, hadden een snavelachtige bek en hadden mogelijk geen stekels. Aan de constructie van de poten is te zien dat zij eenzelfde loopgang hadden als de zeeleguanen.
De plaatsing van de Trilophosauria is zeer omstreden. Ze zijn verschillende malen ondergebracht in groepen als de Placodontia en de Procolophonia. Een nieuwe cladistische analyse wijst uit dat zij echter nauwer verwant waren aan basale archosauromorfe groepen als de orde der Choristodera en de orde der Rhynchosauria. De Trilophosauria wordt nu gezien als de zustertaxon van deze twee orden.

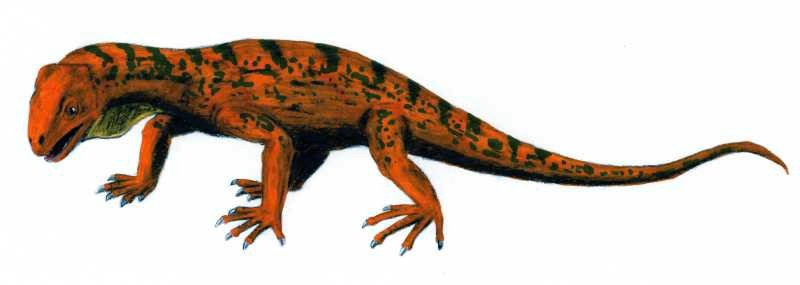
Reconstructie van Trilophosaurus.